# 李景濂

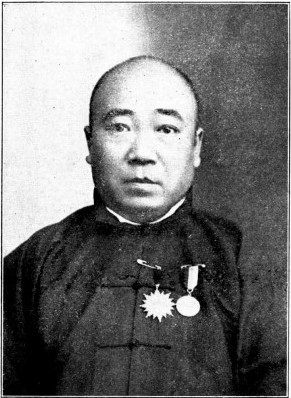
攝於1916年

李景濂（1869年—1939年），字右周，直隸省邯鄲縣（今属河北省邯郸市）人，清朝及中華民國政治人物，末科同進士出身。

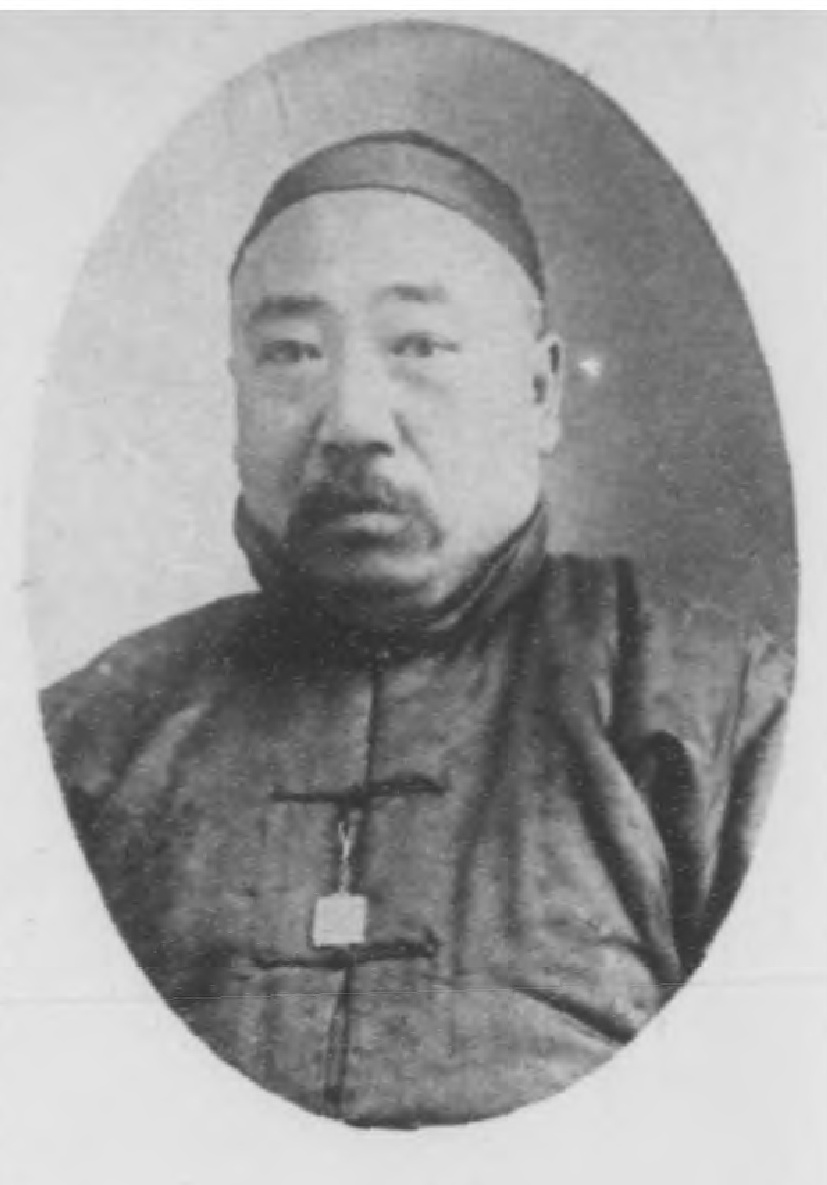
攝於1919年

## 生平
李景濂早年師從吳汝綸學習古文，後為甲午科優貢，癸卯科舉人。光緒三十年（1904年），李景濂中會試第46名；殿試登三甲榜尾（第150名進士），為末代榜尾。此後，歷官內閣中書、學部總務司案牘科主事，歷充直隸省蓮池書院齋長、直隸大學堂漢文教席、直隸學校司編譯處編纂、進士館學員、學部專門普通實業三司行走、北京法政專門學堂國文教員、北洋五省優級師範學堂專科國文教員、直隸高等學堂漢文教務長、直隸文學館副館長。
中華民國成立後，擔任北京大學預科、北京女子師範學院的國文教員。民國二年（1913年），出任中華民國第一屆國會眾議院議員。國會解散後，旋即出任北京政府內務部地方行政講習所國文中央教員，不久任清史館協修、北京大學中國哲學門宋學教員。民國五年（1916年），第一屆國會第二期常會開幕，李景濂繼續任眾議院議員。民國十一年（1922年），第一屆國會第三期常會開幕時，再任眾議院議員。民國二十八年（1939年）病卒。

## 著作
- 《學部條議存稿》[1]
- 《左傳講義》[1]
- 《中史講義》[1]
- 《詩文集》[1]

## 延伸阅读
[在维基数据编辑]